# Conseils traditionnels de l'État de Yap
Vous lisez un « article de qualité » labellisé en 2019.
Les conseils traditionnels de l'État de Yap sont deux assemblées, formalisées par la constitution de l'État de Yap, dans les États fédérés de Micronésie, promulguée en 1992, réunissant des chefs traditionnels : le Conseil de Pilung pour les chefs des Îles Yap, et le Conseil de Tamol pour les chefs des îles extérieures de Yap. L'exécutif, le législatif, le judiciaire et les conseils traditionnels sont les quatre pouvoirs institutionnels de l'État de Yap, mais les conseils, à la différence des autres, transcendent le concept de séparation des pouvoirs. Ils sont chargés d'exercer les fonctions qui concernent la tradition et la coutume, dont la consignation dans le droit écrit n'est pas obligatoire. Dans l'État de Yap, les coutumes et traditions priment sur toute interprétation de la constitution et même sur toute décision judiciaire. Les conseils disposent ainsi d'un droit de veto sur les textes législatifs qu'ils jugent contraires aux pratiques traditionnelles. La constitutionnalité de ces conseils et du droit de veto pourrait être remise en cause au regard du droit constitutionnel fédéral de Micronésie, mais elle ne l'a jamais été jusqu'à présent.
Les chefs des conseils disposent d'une grande influence qui leur permet de pousser à la démission des membres de l'administration qu'ils jugent fautifs et de choisir les candidats admis à se présenter aux élections aux postes de gouverneur et de lieutenant-gouverneur de l'État de Yap. Les conseils se réunissent périodiquement pour débattre de questions relatives aux coutumes et aux traditions, formuler des avis à ceux venus les consulter et obtenir leur approbation, organiser des manifestations à vocation culturelle et patrimoniale. Les chefs traditionnels bénéficient d'un large soutien au sein de la population qui les considère comme les arbitres légitimes de la vérité dans les domaines des traditions et des coutumes, et comme des protecteurs du peuple.

## Coutumes et traditions: un fragment d'identité

Situation de l’État de Yap, en vert, au sein des États fédérés de Micronésie

La constitution des États fédérés de Micronésie, chacune des constitutions des quatre États du pays, Yap, Chuuk, Pohnpei et Kosrae, et même certaines constitutions de municipalités telles que Lukunor et Namoluk dans l’État de Chuuk reconnaissent et protègent à des degrés divers le rôle et le poids des coutumes et traditions dans le droit. Au niveau fédéral, la constitution prévoit la possibilité de création d'une chambre des Chefs constituée de chefs traditionnels ou de représentants élus, mais ce projet, impulsé à la fin des années 1970 par les États de Pohnpei et de Yap n'a pas été couronné de succès.
Les populations de l’État de Yap ont su préserver, malgré une longue domination étrangère — espagnole, allemande, japonaise puis américaine —, la dépopulation consécutive aux maladies apportées par les européens et les influences culturelles extérieures, un corpus solide de coutumes et de traditions. L’État de Yap est le seul à avoir attribué une position institutionnelle aux chefs garants de celles-ci. Elle est d'ailleurs unique dans le Pacifique. Traditionnellement, les chefs yapais ont tout pouvoir sur le foncier et autorité sur quiconque. Ils avaient également, dans le passé, pouvoir de vie et de mort.

## Fabrique constitutionnelle des conseils traditionnels yapais

Frontières des nug des Îles Yap avec en tireté les limites des villages

La constitution des États fédérés de Micronésie et la constitution de l'État de Yap indiquent et mettent en œuvre l'interdépendance des dispositions légales et traditionnelles en matière de droits, mais la constitution de l'État de Yap reconnaît quatre pouvoirs : l'exécutif, le législatif, le judiciaire et les chefs traditionnels.
La première section de l'article III de la constitution yapaise, ajoutée en 2006 par un amendement, reconnaît le rôle dans les traditions et les coutumes des Dalip pi Nguchol, les trois chefs suprêmes des îles Yap, ceux qui y possèdent les trois terres de plus haut rang et sous l'autorité desquels l'ensemble des villages, comportant eux-mêmes des chefs, est réparti en trois nug,,. Traditionnellement, les îles Yap ont toujours eu un statut plus élevé que les îles extérieures de Yap, conséquence du système hiérarchique inter-îles du sawei, disparu au début du XXe siècle,. Dans la société des îles Yap, c'est le rang de la terre dans la hiérarchie traditionnelle qui fait de son propriétaire le chef,. Dans les îles extérieures de Yap, l'homme le plus âgé, ou dans quelques cas la femme de la plus ancienne lignée matrilinéaire, est considéré comme chef de l'île ou de l'atoll. Pour veiller au respect et au maintien des traditions et coutumes, la deuxième section de l'article III de la constitution formalise depuis sa promulgation en 1982 l'existence de deux conseils des chefs : l'un pour les chefs des municipalités des îles Yap, le conseil de Pilung et l'autre pour les chefs des municipalités des îles extérieures de Yap, le conseil de Tamol,,,. Légalement, ces derniers sont donc considérés comme les égaux de ceux des îles Yap, alors que traditionnellement ils en sont des subordonnés.
Dans les îles Yap, le terme pilung, qui signifie « plusieurs voix » (pii — plusieurs, lung — voix) en Yap, est utilisé pour désigner le chef de village, c'est-à-dire le propriétaire de la terre au plus haut rang dans un village. Le terme Tamol est dans les îles extérieures de Yap un terme générique utilisé pour désigner un chef,,.

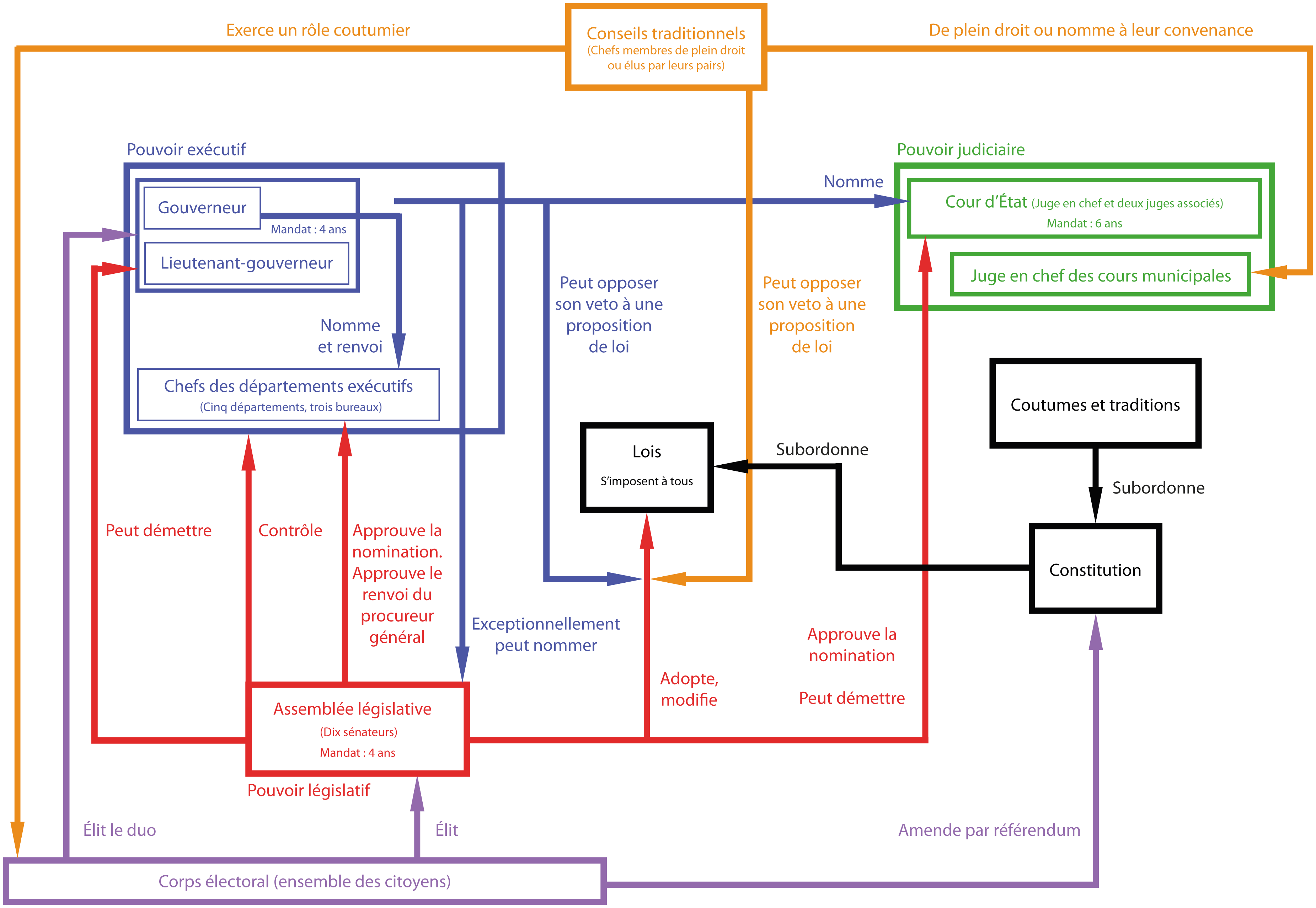
Les quatre pouvoirs institutionnels de l'État de Yap

La troisième section de l'article III spécifie que rien dans la Constitution ne pourra être interprété comme une limitation ou une invalidation de quelque tradition ou coutume reconnue. Les coutumes et traditions priment sur tout texte de loi, toute interprétation de la constitution et même sur toute décision judiciaire. Pour l'avocat en droit Brian Z. Tamanaha, « contrairement aux trois autres branches toutefois, les conseils transcendent le concept de séparation des pouvoirs en exerçant des fonctions quasi législatives, quasi exécutives et judiciaires, sans oublier les fonctions de chef ».
Le mandat juridique des conseils traditionnels est assez opaque et peut être interprété de manière diverse. Il est communément accepté que leur rôle est de maintenir et de préserver le patrimoine culturel yapais et notamment le yalen u Wa’ab, c'est-à-dire les coutumes et les traditions. Les sections 16 à 18 de l'article V de la constitution les habilitent à remplir des fonctions qui concernent la tradition et la coutume dans l'État et à examiner et à désapprouver un acte de la législature de l'État de Yap s'il enfreint à leur sens les coutumes et les traditions,,. Celles-ci ne sont pas codifiées mais transmises oralement,. Ce droit de veto, que les conseils utilisent avec parcimonie, ne peut pas être annulé. Le législateur, s'il souhaite poursuivre le cheminement législatif, doit incorporer les objections dans le projet de loi, le renvoyer pour examen à l'assemblée puis, en cas d'adoption, à nouveau aux conseils pour approbation. Pour éviter un blocage, les projets de loi peuvent être soumis à une lecture préalable par les conseils. En 1982, au cours de la convention constitutionnelle yapaise, le droit de veto, hérité de la Charte du district de Yap de 1978, a fait l'objet d'un intense débat. Le Comité permanent de la convention, organe de proposition, l'écarte au profit d'un texte exigeant que seuls les projets de loi relatifs à la coutume et à la tradition soient transmis aux Conseils et qu'ils ne puissent que commenter et non désapprouver un projet de loi. Les délégués de la convention ont refusé cette recommandation.

## Constitutionnalité des conseils
La constitution des États fédérés de Micronésie spécifie que ses quatre États constitutifs doivent disposer d’un gouvernement démocratique, garanti par des élections pour l'assemblée législative de l'État de Yap. Toutefois, ce principe fondamental est potentiellement violé par l'inclusion d'un rôle formel des chefs traditionnels et par la primauté des droits traditionnels,. Cette dernière était déjà formulée dans la Charte du district de Yap, promulguée en 1978 par l'Assemblée législative du district de Yap sous l'administration du Territoire sous tutelle des îles du Pacifique. Malgré tout, une disposition de la constitution des États fédérés de Micronésie reconnaît les droits et privilèges coutumiers des chefs traditionnels et leur droit de gouverner leur peuple. D'après l'avocate des droits de l'Homme Tina Takashy, dans ce pays, les droits collectifs et communautaires priment sur les droits individuels, lesquels ne sont envisagés que tant qu'ils restent nécessaires ou utiles aux buts ou objectifs fixés.
La constitutionnalité des deux conseils traditionnels n'a encore jamais été remise en cause, que ce soit par les ressortissants japonais qui, selon l'homme d'État micronésien John Haglelgam, n'oseraient pas le faire, ou par les Yapais qui, d'après lui, estiment que le vote est un concept étranger qui leur est imposé par le monde extérieur et ne le considèrent pas comme un droit de tous. L'avocat Brian Tamanaha pense que si ce droit de veto des conseils était déclaré inconstitutionnel, car en contradiction avec la nécessité de pouvoir démocratique formulé par la constitution fédérale, le pouvoir institutionnel des chefs traditionnels serait considérablement affaibli. Durant l'été 1990, une convention constitutionnelle fédérale propose une loi portant sur la création d'une Chambre des Chefs. Elle est rejetée par les électeurs micronésiens en 1991 avec dans le détail des résultats variés mais un rejet massif pour l’État de Yap. Le sociologue Glenn Petersen propose comme explication que nombre de micronésiens et particulièrement les Yapais ont pleinement conscience des différences entre chefferie et État, et qu'ils veulent préserver le rôle de protecteurs du peuple des chefs traditionnels, conserver des blocs de pouvoir concurrents et ne pas se laisser imposer le seul pouvoir fédéral (pouvoir auquel ils reconnaissent toutefois des mérites,). Pour nombre d'observateurs, le système yapais est un système politique traditionnel viable.

## Fonctionnement des conseils
Le fonctionnement et les modalités de nomination des membres des conseils sont laissés au bon vouloir de ces assemblées. Les conseils de Pilung et de Tamol sont composés des hauts chefs ou leurs représentants de chaque municipalité des Îles Yap ou district des îles extérieures de Yap. Au sein de chaque municipalité, les chefs de village choisissent parmi les chefs de haut-rang celui qui les représente au conseil de Pilung. Dans le cas où plusieurs chefs sont en concurrence, le jeu des influences et des liens de parenté permet de désigner le vainqueur. La municipalité de Rull est la seule à organiser une élection pour choisir son chef au conseil mais ceux en ayant occupé le poste sont des chefs de haut-rang. Pour le conseil de Tamol, le chef de la municipalité est le chef de l'île ou de l'atoll qui lui correspond. Chaque changement dans la composition des conseils doit être rapporté à la Cour d'État, à l'Assemblée législative et au Gouverneur pour enregistrement.
Les chefs de chaque conseil se réunissent périodiquement. Ceux du conseil de Pilung se rassemblent toutes les semaines dans leur bureau central à Colonia pour débattre de questions relatives aux coutumes et aux traditions, formuler des avis à ceux venus les consulter et obtenir leur approbation, organiser des manifestations à vocation culturelle et patrimoniale telles que le Yap day. Les chefs du conseil de Tamol se rassemblent une à deux fois par an sur les îles Yap,,. Chaque année, des crédits sont votés par l'Assemblée législative pour le fonctionnement des conseils. Celui de Pilung reçoit depuis 1987 une allocation de 1 000 $ pour ses dépenses dont l'éventuel emploi d'assistants administratifs tandis que les chefs du conseil de Tamol sont défrayés par une indemnité quotidienne pour chaque jour de réunion et reçoivent au total moins que ceux du conseil de Pilung,. Aucun membre des conseils ne perçoit de salaire,.

## Exercice du pouvoir par les conseils traditionnels

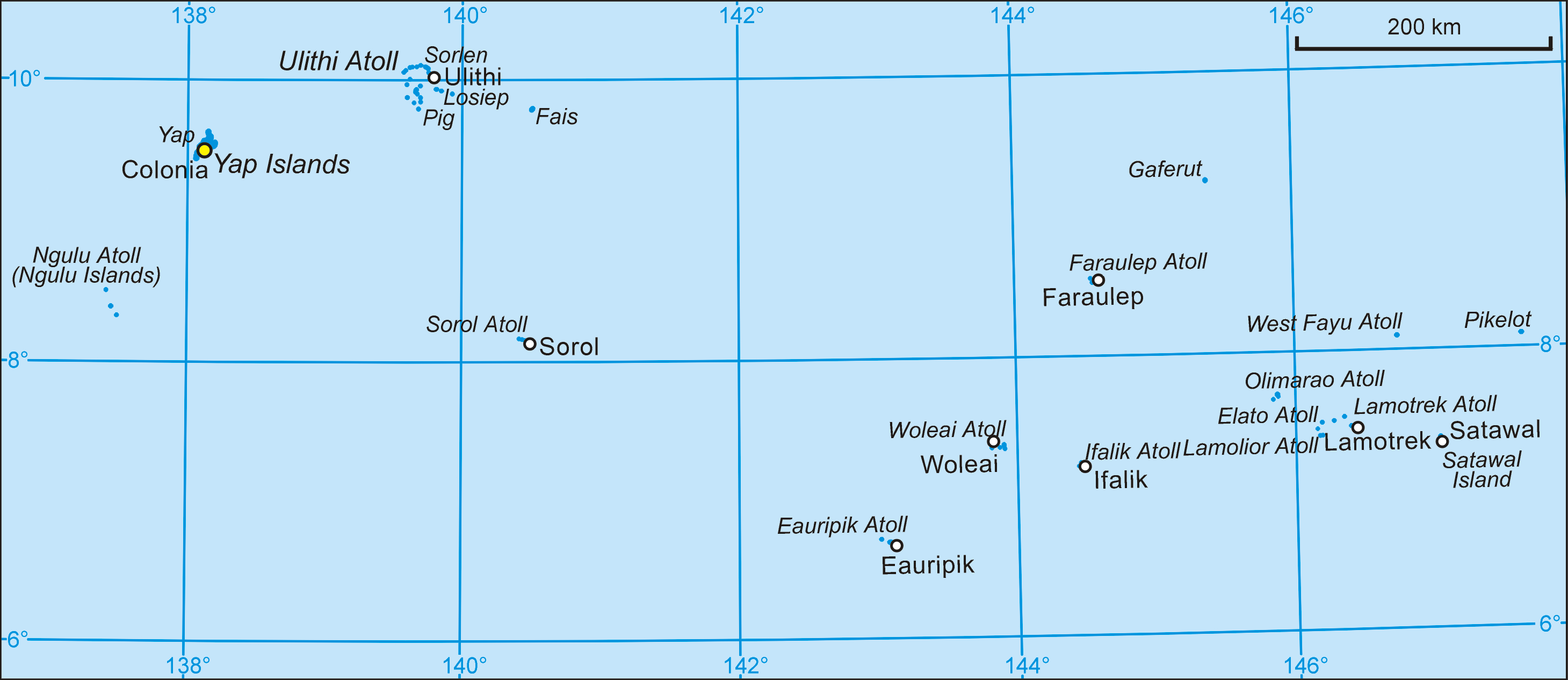
Carte de l’État de Yap

Les conseils ont opposé leur veto à des projets de loi de crédits car ils violaient à leur sens les coutumes et les traditions. Dans la pratique, la définition est très large : au milieu des années 1980, le conseil de Pilung a opposé son veto à une proposition de faire fonctionner un bus dans une certaine municipalité au motif qu'il n'était pas traditionnel de faire passer un bus dans une municipalité et non dans les autres municipalités. Ainsi que l'autorise le Code de l'État de Yap, les conseils peuvent conseiller et faire des recommandations aux départements et bureaux de la branche exécutive du gouvernement de l'État ou apporter leur aide aux municipalités et îles. Il leur est reconnu la possibilité d'organiser des audiences de contrôle, contraignant ainsi le gouverneur de l'État et son cabinet mais aussi l'ensemble de l'administration à justifier leur politique et leurs actes. D'après l'ancien président des États fédérés de Micronésie John Haglelgam l'efficacité des conseils est limitée car leurs membres sont relativement peu éduqués. Ils peuvent tout de même contraindre à la démission tout ou partie du gouvernement, par exemple en cas de critique à l'encontre des conseils.
Les conseils jouent un rôle déterminant dans l’élection du gouverneur et du lieutenant-gouverneur : leur appui est indispensable. Généralement, les membres du conseil de Tamol travaillent de concert avec les chefs du conseil de Pilung et s'en remettent à eux. Depuis l'application de la constitution en 1984, les postulants à ces deux fonctions ont été essentiellement choisis par les conseils et se sont alors toujours présentés sans opposants,. Aucun chef traditionnel ne s'est jamais proposé pour un tel poste. Lors de certaines élections, des chefs des îles périphériques ont parfois voté à la place des électeurs. Peu de Yapais s'opposent à l'influence des conseils et des chefs sur les processus électoraux. Une blague populaire affirme que le gouverneur et le lieutenant-gouverneur ne manqueront à aucun Yapais s’ils se perdent en mer.
Le soutien des conseils est également recommandé pour accéder au poste de sénateur d’État de Yap. Le seul à s'en être abstenu est John Haglelgam, né à Eauripik, qui, en 1987, se présente face au candidat des conseils pour le Congrès de Micronésie, précurseur du Congrès des États fédérés de Micronésie, et parvient à se faire élire. Les conseils sont désavoués par les électeurs. Le conseil de Pilung choisit alors de le soutenir et le conseil de Tamol s'y résout plus mollement, ses membres éprouvant du ressentiment. John Haglelgam est élu président des États fédérés de Micronésie par ses trois autres confrères sénateurs d’État le 11 mai 1987. En 1990, une rumeur rapporte que le soutien du conseil de Tamol s'érode, le président ne leur ayant pas accordé assez de temps lors d'une visite officielle. En 1991, il perd les élections au poste de sénateur d’État et ne peut donc pas postuler à un second mandat présidentiel.
En 1987, les chefs du conseil de Tamol ont été à leur demande, sans avoir reçu de formation spécifique, institués juges municipaux. En tant que propriétaires terriens exclusifs ou très majoritaires des îles dont ils sont les chefs, ils sont des intermédiaires obligés de l’État lorsque celui-ci veut implanter des services publics. Les conseils traditionnels sont chargés par le Code de l'État de Yap de promouvoir et préserver les traditions et les coutumes. La manifestation culturelle du Yap day, un évènement majeur dans l’État, est organisée par un comité dont deux des cinq places sont réservées à des membres du conseil de Pilung. Dans les faits, le conseil de Pilung contrôle de nombreux aspects de la manifestation et notamment les spectacles de danse. Si le comité suggère des danses, le conseil exerce l'autorité en ce qui concerne quelle danse doit être exécutée par quel village et définit la rétribution reçue par les danseurs.
Fin mars 2019, neuf des dix membres du conseil de Pilung demandent l'expulsion de la journaliste américaine Joyce McClure, récemment installée aux Îles Yap, l'accusant de diffuser de fausses informations risquant de perturber la sécurité de l'État,,. Celle-ci venait de publier des articles sur des tentatives de corruption par une société étrangère des gouverneurs et lieutenants gouverneurs de l'État de Yap, révélés par eux-mêmes, et sur des affaires d'octroi de permis de pêche autour d'Ulithi ayant entraîné la destitution d'un membre du conseil de Tamol, le chef Fernando Moglith,. L'expulsion est refusée par la législature yapaise le 30 avril, ses membres estimant la demande déplacée et hors des champs de compétence du conseil. La possibilité d'une manipulation des chefs par des personnes extérieures est évoquée par des membres haut placés de l'administration.
La création des conseils a transformé dans une certaine mesure l'exercice de l'autorité traditionnelle et la manière dont il est employé au service de la communauté. En souhaitant protéger l'autorité traditionnelle en l'incorporant dans le gouvernement, les Yapais l'ont aussi intrinsèquement modifiée. Il existait par exemple auparavant des protocoles stricts pour les interactions entre chefs et leurs rassemblements. Ainsi que le rapporte l'anthropologue Stefan M. Krause, « à présent, les chefs doivent se réunir régulièrement dans un bureau central pour percevoir une allocation mineure destinée essentiellement à des tâches administratives exécutées au service de l'État. Ils semblent être coincés dans un arrangement où leur pouvoir est principalement utilisé pour approuver ou désapprouver les activités et les pratiques de l'État. Ils n'ont ni les ressources économiques ni l'autorité légale pour faire beaucoup plus ». Les financements qu'ils demandent pour leurs projets liés au patrimoine culturel sont systématiquement refusés. Pour Stefan M. Krause, l'État s'est approprié l'autorité traditionnelle des chefs en les incorporant à leur institution disciplinaire. Il déplore que l'action des conseils soit limitée par leur position institutionnelle et pense qu'un renforcement du pouvoir des conseils traditionnels leur permettrait de gérer plus efficacement les pratiques patrimoniales.

## Conseil dePilungdans le débat public
Les conseils traditionnels sont rarement le sujet de débats publics. Au début des années 2010, une large partie de la population s'est opposée à l'établissement d'un gigantesque hôtel casino de 10 000 chambres d'une société chinoise sur les îles Yap, projet abandonné depuis. Dans cette affaire, le conseil de Pilung a durant un temps négocié avec les investisseurs étrangers et un de ces membres a peut-être reçu un pot-de-vin,. Le débat, qui a beaucoup divisé le pays, a abouti à la contestation de l'autorité traditionnelle de quelques membres du conseil, les critiques souhaitant que seuls les chefs propriétaires des terres des plus hauts rangs y siègent et non des individus choisis pour les remplacer en raison de leur âge ou de leur sagesse en matière de traditions et de coutumes. Malgré tout, la grande majorité de la population considère les conseils comme les arbitres légitimes de la vérité dans les domaines du yalen u Wa’ab.